# Агама руїнна
Агама руїнна (Trapelus ruderatus) — представник роду рівнинних агам з родини агамових. Має 2 підвиди.

## Опис
Загальна довжина сягає 10 см. Тулуб приплюснутий, жабоподібний, голова висока і коротка. Хвіст спочатку різко, а потім дуже поступово тоншає, його підстава приплюснута, інша частина кругла у поперечному перетинанні. Горловий мішок не розвинений. Профіль передньої частини голови опуклий. Спинна луска неоднорідна, серед дрібних, неправильно-багатокутних, слабкоребристих або гладеньких лусок, які накладаються одна на одну, є безладно розкидана значно більша луска з невисокими реберцями, яка подовжена і розширена. Така ж збільшена луска є і на підставі хвоста. Черевна луска гладенька або зі слаборозвиненою лускою. Хвостова луска розташована косими рядками, не утворює поперечних кілець. Пальці циліндричні. У самців 2 поперечних рядка мозолеподібних пір попереду клоакальної щілини, у самок вони у багато разів дрібніше і розташовані зазвичай в один ряд. 
Колір спини коливається від сіро-блакитного, свинцево-сірого до жовтуватого і червонувато-жовтого. Поперек спини у самців 5-6 темно-сірих або темно-коричневих смуг з розширеннями на хребті, де бувають також помітні світлі ромбоподібні плями. Горло біле з сірим поздовжнім або мармуровим малюнком. 

## Спосіб життя
Полюбляє щебеневі напівпустелі, сухі передгір'я і міжгірські улоговини, де зазвичай дотримується пологих кам'янистих схилів з розрідженої пустельною, гірсько-степовою або фриганоїдною рослинністю. У горах зустрічається до висоти 2500-3000 м над рівнем моря. Відома руїнна агама і в культурних ландшафтах - на стінах колодязів, кам'яних огорожах. Ховається у порожнечах під камінням і просторах біля колючих чагарників - курчавки і астрагалу. Харчується комахами та  безхребетними.
Це яйцекладна ящірка. Статева зрілість настає на 2 році життя. Відкладання яєць відбувається наприкінці квітня - на початку травня. У кладці 5-14 яєць, залежно від розмірів самки. Молоді агами довжиною тіла 2,8-3,3 см з'являються з кінця червня. 

## Розповсюдження
Мешкає у Туреччині, Сирії, східній Йорданії, північній Аравії, Іраку, Ірані, Афганістані, Пакистані, південному Азербайджані. 

## Підвиди
- Trapelus ruderatus ruderatus
- Trapelus ruderatus baluchianus